# Венгерівка
Ве́нгерівка — вузлова вантажно-пасажирська залізнична станція Лиманської дирекції Донецької залізниці.
Розташована у селищі Врубівка, Сіверськодонецький район, Луганської області на перетині ліній Рубіжне — Попасна та Світланове — Венгерівка між станціями Комишуваха (5 км), Лоскутівка (9 км) та Світланове (3 км).
Не зважаючи на військову агресію Росії на сході Україні, транспортне сполучення не припинене, щодоби п'ять пар приміських поїздів здійснюють перевезення за маршрутом Сватове — Попасна.